# Ivan Alekszejevics Varlamov
Ivan Alekszejevics Varlamov, oroszul: Иван Алексеевич Варламов (Hutorok, 1937. október 23. – Moszkva, 2020. augusztus 18.) szovjet válogatott orosz labdarúgó, hátvéd, edző.

## Pályafutása

### Klubcsapatban
1959 és 1962 között a Torpedo Armavir, 1962–63-ban a Kubany Krasznodar, 1964–65-ben a Szpartak Moszkva labdarúgója volt. A Szparttakkal 1965-ben szovjetkupa-győzelmet ért el. 1966-ban Politotgyel Taskent, 1967-ben ismét a Szpartak, majd 1968-ban újra a Politotgyel játékos volt. 1969 és 1972 között az Avtomobiliszt Krasznojarszk csapatában játszott.

### A válogatottban
1964-ben egy mérkőzésen szerepelt a szovjet válogatottban.

### Edzőként
1976-ban a Szpartak Moszkva csapatánál sportvezetőként dolgozott. 1977-ben és 1980 és 1983 között ugyanitt segédedzőként tevékenykedett. 1984-ben a Szpartak Ordzsonikidze vezetőedzője volt.

## Sikerei, díjai
Szpartak Moszkva
- Szovjet kupa
  - győztes: 1965

## Statisztika

### Mérkőzése a válogatottban
| Szovjetunió | Szovjetunió       | Szovjetunió                        | Szovjetunió | Szovjetunió | Szovjetunió | Szovjetunió | Szovjetunió | Szovjetunió |
| #           | Dátum             | Helyszín                           | Hazai       | Eredmény    | Vendég      | Kiírás      | Gólok       | Esemény     |
| ----------- | ----------------- | ---------------------------------- | ----------- | ----------- | ----------- | ----------- | ----------- | ----------- |
| 1.          | 1964. november 4. | Algír, 1955. augusztus 20. Stadion | Algéria     | 2 – 2       | Szovjetunió | barátságos  | -           |             |
|             | Összesen          |                                    |             | 1           | mérkőzés    |             | 0           | gól         |